# 2008년 정동진독립영화제
제10회 정동진독립영화제는 2008년에 열린 시상식이다.

## 수상 및 후보

### 섹션1
- 적의 사과 - 이수진
- 목욕 - 이미랑
- 여고생이다 - 박지완
- 아주까리 - 홍덕표

### 섹션2
- 모퉁이의 남자 - 이진우
- 스톱 - 박재옥
- 이제는 말할 수 있다 - 정승구
- 취업이란 무엇인가? - 강승표

### 섹션3
- 날아간 뻥튀기 - 방은진
- 천년기린 - 원종식
- 농민약국 - 김태일

### 섹션4
- 외할머니와 레슬링 - 임형섭
- 불을 지펴라 - 이종필
- 물의 기억 - 임창재
- 투수, 타자를 만나다 - 권상준

### 섹션5
- 무림일검의 사생활 - 장형윤
- 원티드 - 김운기
- 사랑은 단백질 - 연상호

### 섹션6
- 우린 액션배우다 - 정병길

### 특별섹션1
- 포 더 피스 오브 올 맨카인드 - 이석훈
- 자장가 - 원신연
- 8849m - 고영민
- Bomb Bomb Bomb - 김곡
- 종로, 겨울 - 김동원